# Stowey-Sutton
Stowey-Sutton est une paroisse civile du Somerset, en Angleterre.